# Sierra de Lokiz
Sierra de Santiago de Loquiz är en bergskedja i Spanien.   Den ligger i provinsen Provincia de Navarra och regionen Navarra, i den nordöstra delen av landet, 290 km nordost om huvudstaden Madrid.